# 아오모리현 제1구
아오모리 현 제1구(일본어: 青森県第1区, あおもりけんだい1く)는 일본의 중의원 선거구이다. 1994년 일본 공직선거법 개정으로 신설되었다.

## 지역
- 아오모리시
- 무쓰시
- 히가시쓰가루군
- 가미키타군
  - 노헤지정
  - 요코하마정
  - 롯카쇼촌
- 시모키타군

2017년 선거구 개편 이전에는 다음과 같았다.
- 아오모리시 (옛 나미오카 정 지역을 제외한 아오모리 시 전역), 고쇼가와라시, 기타쓰가루군, 히가시쓰가루군

## 역사
중선거구 시절인 옛 1구에서는 다나부 마치미, 오시마 다다모리의 하치노헤 세력, 아오모리를 지반으로 둔 츠시마 유, 다케나카 슈이치, 혁신계의 세키 하레마치와 그 후계자인 이마무라 오사미 등이 맞붙었다.
1996년 소선거구제 도입 이후 2005년까지 자민당 츠시마파의 리더이자 후생노동성 장관과 자민당 세제조사회 회장을 역임한 츠시마 유가 연속으로 당선되었고, 당시 도시 지역에 해당되는 1구에 나선 자민당 후보마다 그 상대후보에게 번번히 진다는 '1구 현상'도 가볍게 넘기던 상황이었다. 1996년 총선에서는 사민당의 이마무라 전 의원이 낙선하고, 2000년 총선에서는 헤라이 츠토무가 비자민당 세력을 이루기 위해 2구를 미무라 신고에게 넘기고 대신 출전했지만 역시 낙선했다. 대학교수 출신의 요코야마 호쿠토는 2003년 아오모리현 지사 선거에 무소속 및 민주당 추천으로 출마하였으나 낙선, 그러나 어느 정도 선전해 지명도를 올렸다. 이 선거에서 요코야마의 표심은 히로사키의 4구보다 정작 1구에서 더 많았다. 이로부터 4개월 후에 치러진 총선에서 요코야마는 1구에 무소속으로 출마했다. 선거 결과 패배로 끝났지만, 쓰시마에 근소한 차이로 좁혀가던 상태에서 석패했다. 헤라이와 이마무라는 요코야마 득표율의 5분의 1밖에 얻지 못하고 은퇴하였다. 2005년 우정 민영화 선거에서 요코야마는 소선거구에서는 패배했지만 비례로 부활하며 초선 의원이 되었다.
2009년에는 츠시마가 국회 해산을 앞두고 은퇴를 표명하고, 공모 결정을 통해 아들 츠시마 준을 후계자로 내세우려고 하였으나, 세습직이냐는 비판을 받아 자민당 본부에서 공인하지 않았다. 결국 보수 성향 무소속 후보인 마스다 세기오와 함께 보수진영 분열을 일으키면서 요코야마가 선거구 의석을 탈취했다. 2012년 총선에서는 전국적인 자민당 우세 속에 츠시마 준이 처음 당선됐다. 2014년 총선에서는 츠시마 준이 일본 유신당 후보로 나선 마스다를 약 3,800표차까지 따라잡았고, 비례부활제를 통해 처음으로 의석을 얻었다.
2007년 제48회 총선에서는 선거구가 조정되면서 자민당 후보 조정은 난항을 겪었다. 이후 옛 2구를 지반으로 두고 있던 에토 아키노리와 츠시마 준을 각각 지역구와 비례후보에 교대 출마시키기로 결론을 내렸다. 에토 아키노리는 도호쿠 블록에 단독 입후보하였으며 지역구 선거에 출마한 츠시마 준은 4만 표 가까이 득표차를 벌려나가며 3선에 성공하였다. 마스다는 비례부활마저 실패하고 낙선하였다.

## 역대 국회의원
| 선거          | 선거          | 의원            | 정당   |
| ------------- | ------------- | --------------- | ------ |
|               | 1996년 제41회 | 츠시마 유       | 자민당 |
| 2000년 제42회 |               | 츠시마 유       | 자민당 |
| 2003년 제43회 |               | 츠시마 유       | 자민당 |
| 2005년 제44회 |               | 츠시마 유       | 자민당 |
|               | 2009년 제45회 | 요코야마 호쿠토 | 민주당 |
|               | 2012년 제46회 | 츠시마 준       | 자민당 |
| 2014년 제47회 |               | 츠시마 준       | 자민당 |
| 2017년 제48회 |               | 츠시마 준       | 자민당 |

## 같이 보기
- 아오모리현 선거구